# یادگاری نویسی‌های جهانگردان اروپایی بر دیوارهای تخت جمشید
گرافیتی‌ها معمولاً هنگام بررسی آثار امروزی، مفاهیمی تحقیرآمیز از قبیل خرابکاری، تخریب و پنهان‌کاری را به ذهن متبادر می‌کنند. معمولاً تصور می‌شود که گذرا و ناپایدارند، اما برای خالقانشان، بیانیه‌های عمومی یا یادبودهایی برای گرامیداشت بازدید و تصاحب فضا هستند. آنها معمولاً نام یا علامت نویسنده خود را نشان می‌دهند و از موارد سطحی تا سازه‌های بسیار پیچیده متغیرند. سبک‌های آنها عمیقاً با تغییرات مد و خط درهم تنیده است و در حالی که استفاده مدرن از رنگ اسپری و شابلون، تکثیر یک نام، لوگو یا اثر هنری را در مکان‌های متعدد امکان‌پذیر می‌کند، نویسندگان قبلی به تکنیک‌های زمان‌برتر حکاکی، کندن یا نقاشی متکی بودند.

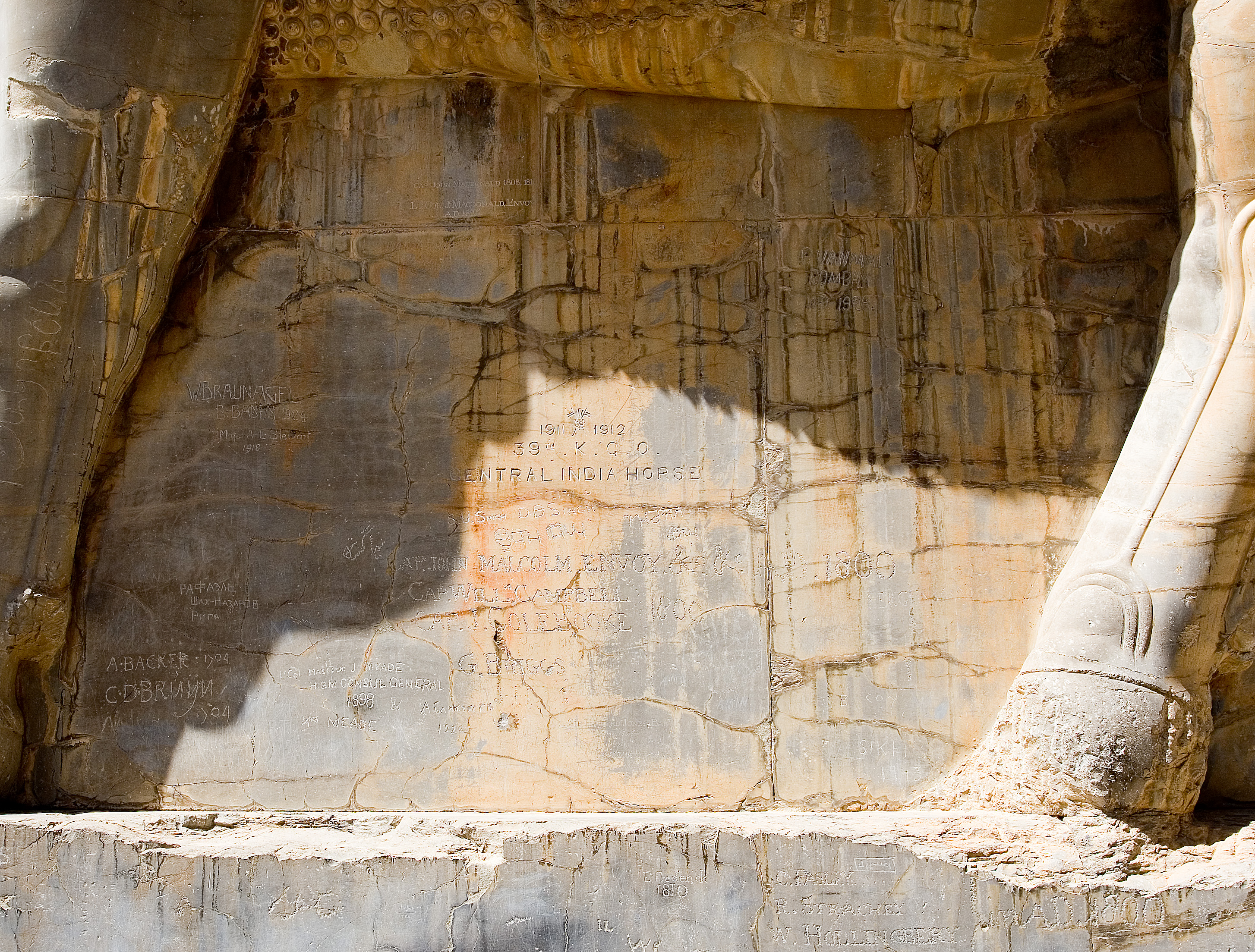
یادگارنویسی جهانگردان اروپایی بر دیوار تخت جمشید

تأثیرات بصری گرافیتی‌ها با توجه به دوره، پیشینه فرهنگی، ابزارهای موجود، محل نمایش و سطحی که روی آن اضافه شده‌اند، متفاوت است. با گذشت زمان، ممکن است اعتبار کسب کنند یا به اندازه‌ای چشمگیر باشند که شایسته حفظ یا تشویق به عنوان یک شکل هنری شهری مدرن باشند. در طول یک دوره طولانی، آنها نگاهی اجمالی به تاریخ‌های شخصی و نام‌شناسی ارائه می‌دهند و مطالعه آنها با مطالعه سنگ قبرها یا یادبودهای عمومی برابر است.

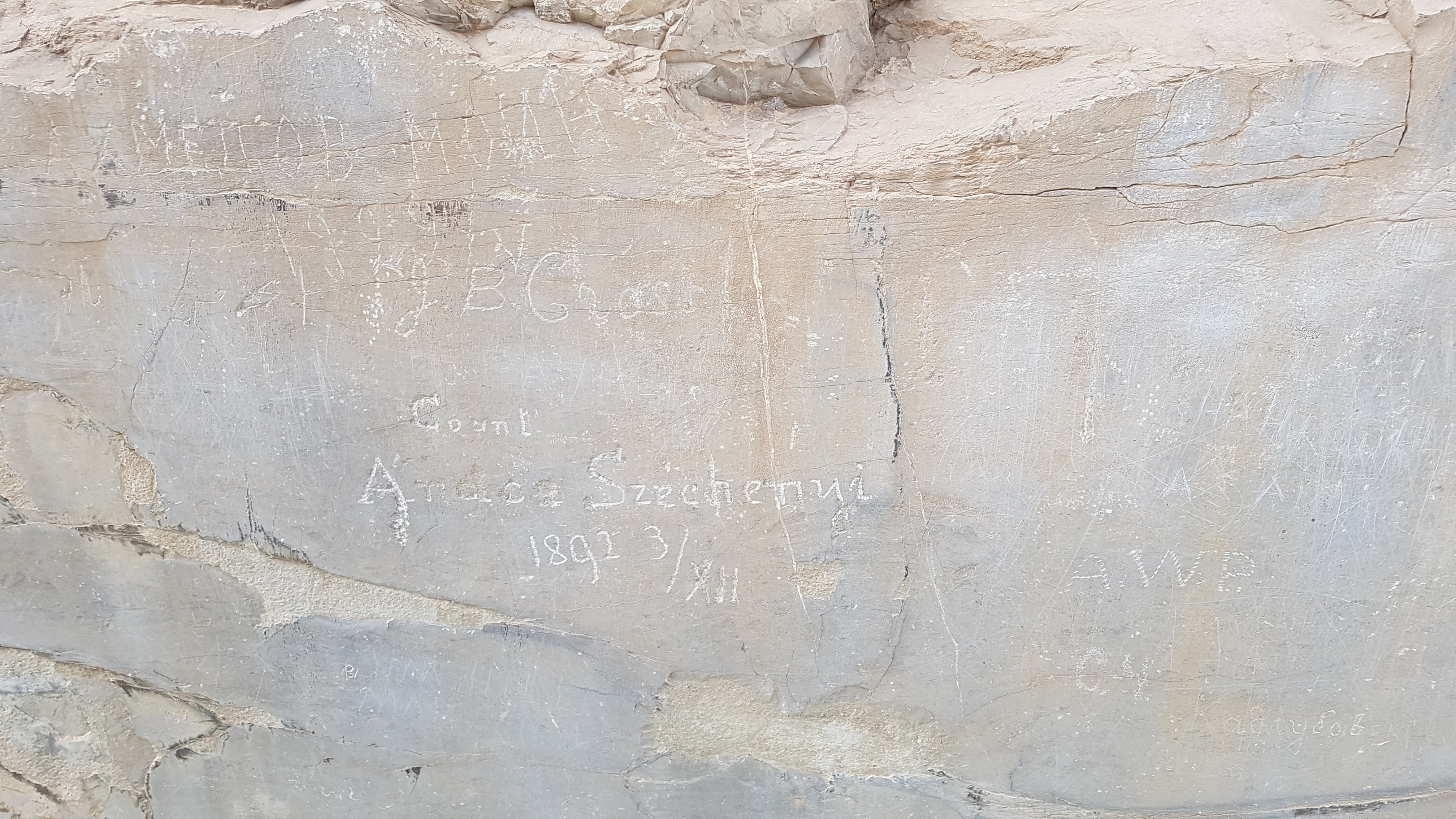
یادگار نویسی آندور سِچِنی بر دیوار تخت جمشید به تاریخ 1891

این نکات هنگام قدردانی از آثاری که توسط بازدیدکنندگان گذشته تخت جمشید، اعم از مسافران خارجی یا ساکنان محلی، به جا مانده‌اند، بسیار مهم است. اگرچه معمولاً با نگاهی به گذشته محکوم می‌شوند، اما اکنون بخشی از تاریخ فیزیکی این مکان هستند و مرحله دیگری از تبدیل بناها از کاخ‌های زنده به یادبودهای ویرانگر و خاطره‌انگیز گذشته را در کنار تخریب نظام‌مند شمایل‌شکنانه چهره‌های انسانی در معرض دید، افزودن نقاشی‌ها و کتیبه‌های ساسانی و بویی یا کندن تخته‌های بازی در سنگ‌های مناسب (د لا فویه، ۱۹۲۸؛ کرتیس و فینکل، ۱۹۹۹) نشان می‌دهند. مطالعه آینده می‌تواند به طور مفید، قرار دادن این موارد را در یک توالی طبقه‌بندی و زمینه اجتماعی در کنار بقایای مشابه در سایر مکان‌ها در ایران و جاهای دیگر در نظر بگیرد.

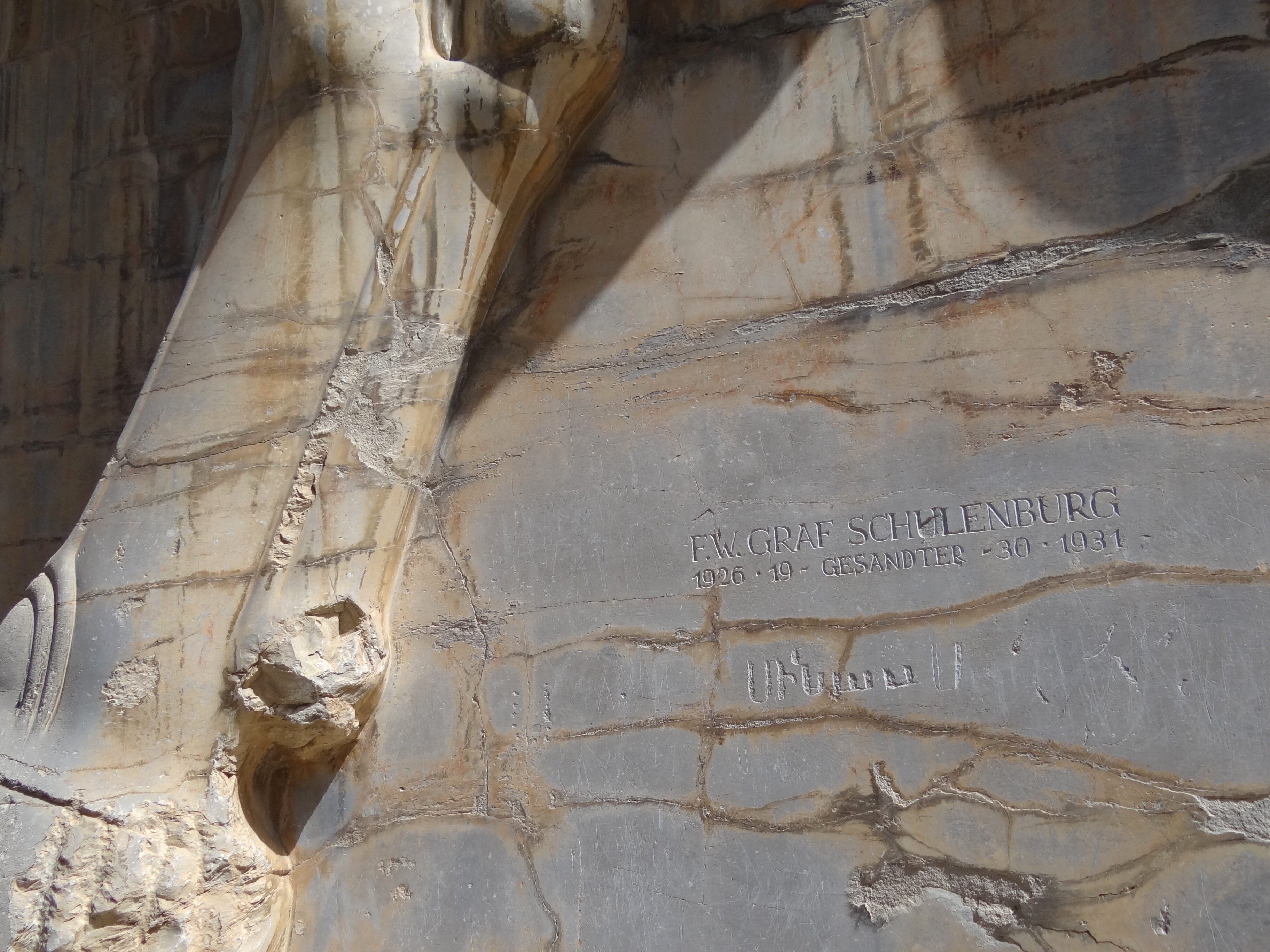
یادگار نویسی جهانگردان آلمانی به تاریخ 1931 میلادی

گرافیتی‌های خارجی در تخت جمشید توجه بسیاری از بازدیدکنندگان را به خود جلب کرده‌اند، تا حدی به دلیل دید بالای بسیاری از آنها در اولین ساختمان اصلی که از بازدیدکنندگان در این مکان استقبال می‌کند. سر رابرت کرپورتر پس از توقف خود در ژوئن ۱۸۱۸، ابراز تأسف کرد که "در هر دو [گاو نر]، متأسفم که بگویم، ابری از حروف اول، نام‌ها و تاریخ‌ها از بازدیدکنندگان قبلی این مکان، به آسیب نه چندان کم به سطح زیبای سنگ، پیدا کردم." جیمز موریه نیز در ژانویه ۱۸۰۹ اظهار داشت که "در زیر لاشه اولین ابوالهول در سمت راست [به اشتباه]، نام بسیاری از مسافران حک شده، خراشیده و نقاشی شده است؛ و در میان دیگران، ما نام‌های لو برون، [جان آلبرت دو] ماندلسلو و کارستن نیبور را کشف کردیم. نام نیبور با گچ قرمز نوشته شده است و به نظر می‌رسد همین دیروز انجام شده است." نویسندگان دیگر کمتر محکوم‌کننده بودند. تی. اس. اندرسون در مورد «نام مسافران تا سال ۱۷۴۶، همچنین 'یک سفر علمی به پارس، ۱۷۵۳'» اظهار نظر کرد و جورج ان. کرزن صریح‌تر بود:
از این یادبود مفتخر، من معتقدم، بیشتر مسافران با انزجار تصنعی به سوابق نسل‌های متمادی از بازدیدکنندگان اروپایی روی می‌آورند که نام خود را یا روی سطوح پایین این دروازه، در برخی موارد حتی روی بدن گاوها، بریده یا نقاشی کرده‌اند. من اعتراف می‌کنم که این احساس دروغین را ندارم. ساختاری که اینقدر ناامیدانه ویران شده است، به دلیل سوابق حک شده بر روی آن، در بسیاری از موارد با دستان خود، توسط دریانوردان مشهور گذشته، که نام‌ها و مطالعات آنها برای بازدیدکننده باهوش تخت جمشید احتمالاً تقریباً به اندازه عناوین خشایارشا آشنا است و اشکال آنها به نظر می‌رسد بار دیگر صحنه‌ای را که آنها با نوشته‌های خود برای هزاران نفر از هموطنان خود آشکار و روشن کرده‌اند، پر می‌کنند، که ممکن است هرگز فرصتی برای قدم گذاشتن در خاک ایران نداشته باشند، کمتر چشمگیر نمی‌شود - برعکس، به نظر من، جالب‌تر می‌شود. بنابراین، نه با تحریک، بلکه با علاقه شدید، نام «کاپ. جان مالکوم، فرستاده فوق‌العاده، تام‌الاختیار» را با حروف بزرگ در اینجا خواندم.

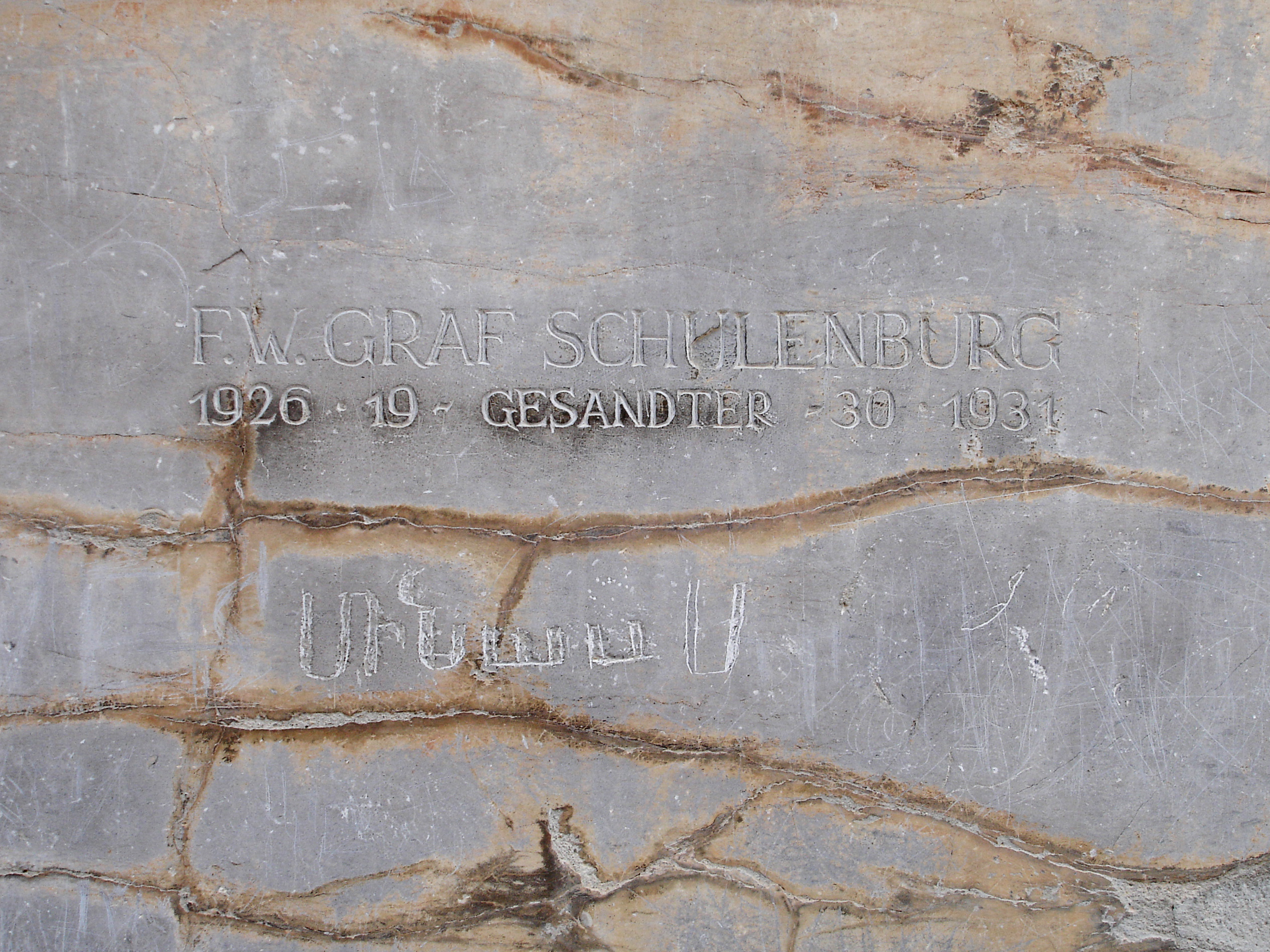
یادگار نویسی فریدریش ورنر فون در شولنبورگ در 1931 میلادی

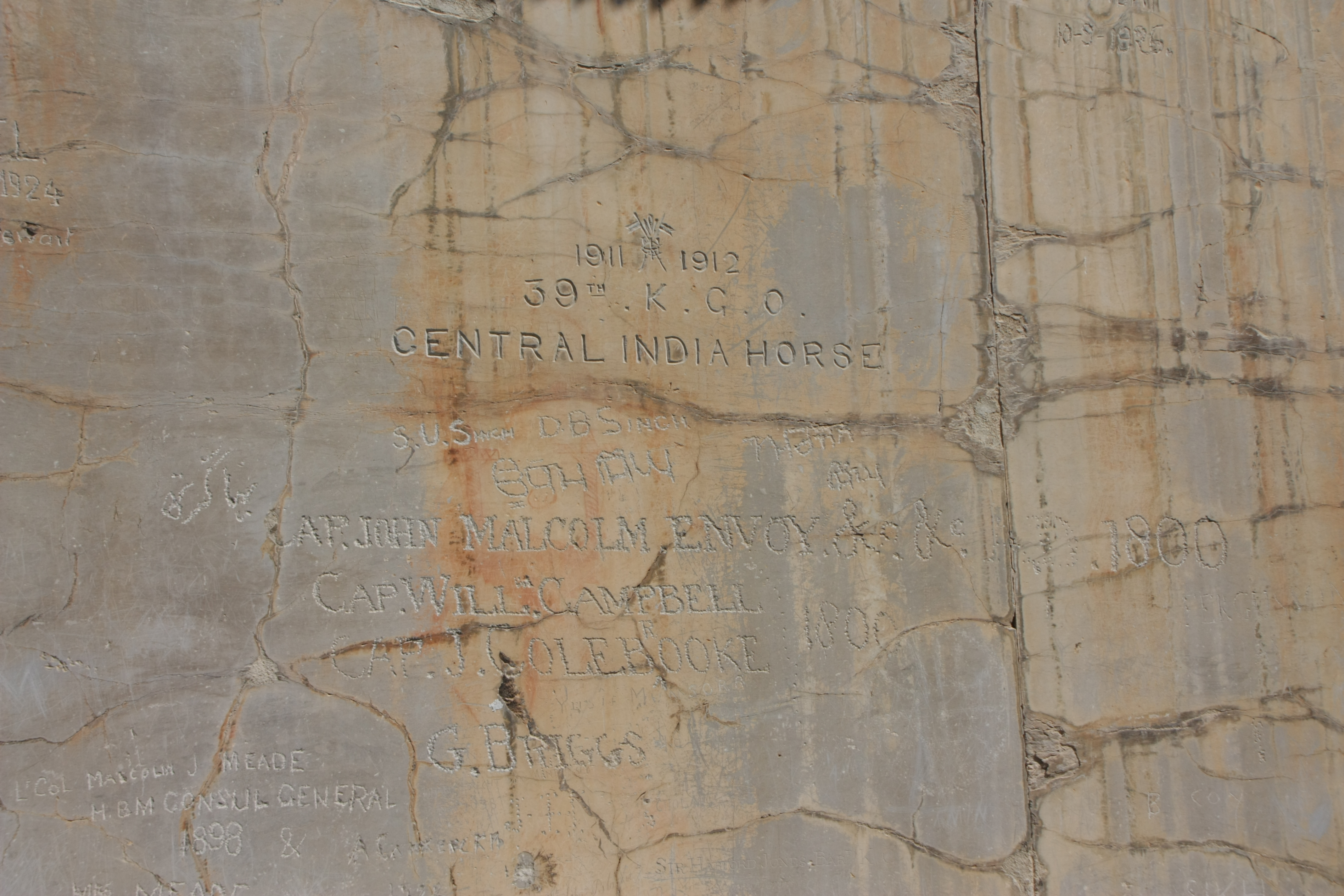
یادگار نویسی جهانگردان اروپایی بر دیوار تخت جمشید

کرزن در بازدید خود از این مکان در سال ۱۸۸۹ در مجموع ۲۷ نام را ثبت کرد و در واقع نام خود را به داخل کاخ داریوش اضافه کرد. از طریق ثبت این گرافیتی‌ها است که محققان از آن زمان به آن تکیه کرده‌اند، اگرچه ارنست هرتسفلد بسیاری از گرافیتی‌ها را در سفرهای اول خود به این مکان در سال‌های ۱۹۲۳ و ۱۹۲۴ به دقت در دفترهای طراحی خود کپی کرد. فهرست کامل‌تری از گرافیتی‌های خارجی در جای دیگری منتشر شده است.

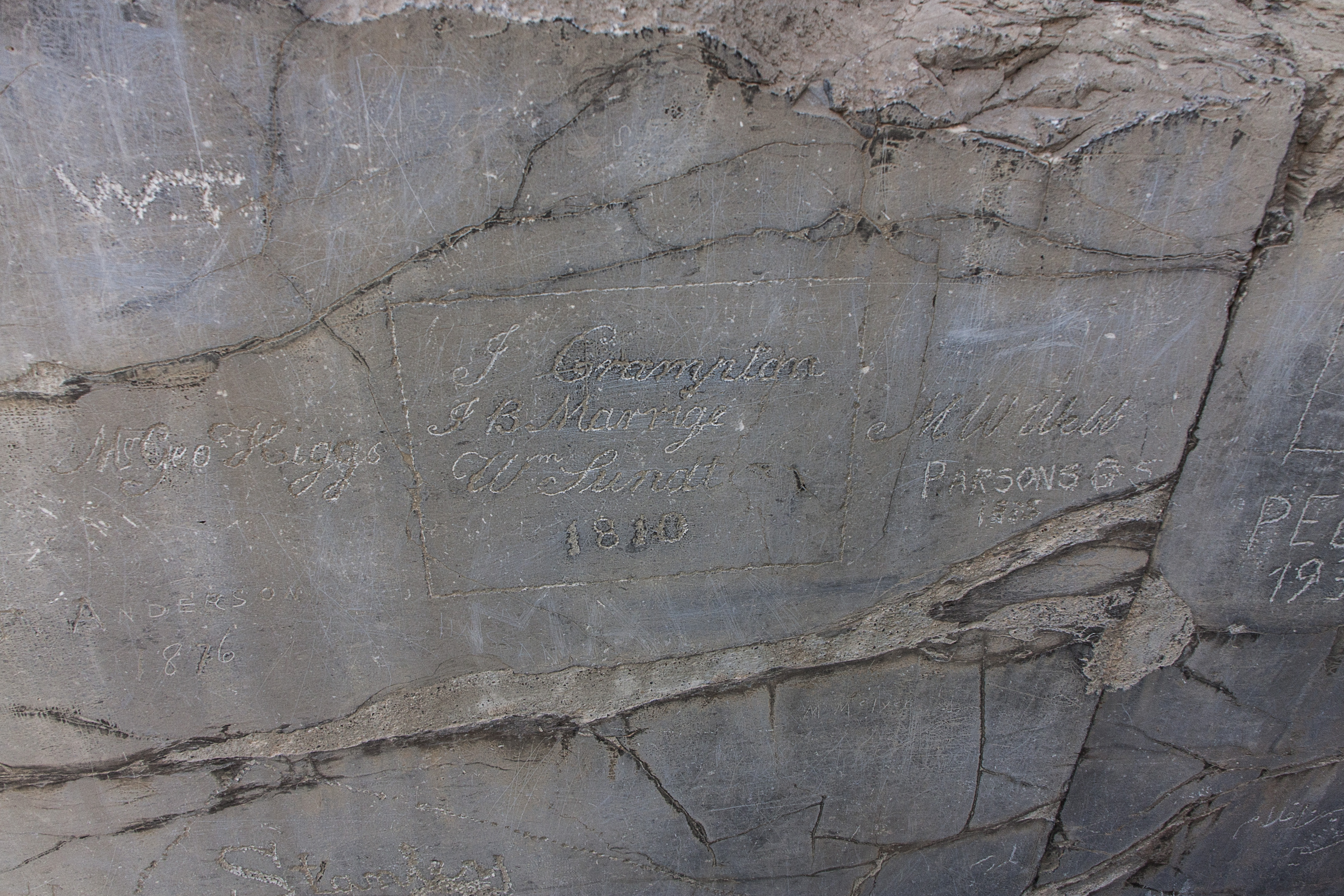
یادگار نویسی جهانگردان اروپایی بر دیوار تخت جمشید

گرافیتی‌های خارجی در دو نقطه خاص متمرکز شده‌اند، یعنی دروازه ملل خشایارشا و کاخ داریوش. غیبت نسبتاً تعجب‌آوری از گرافیتی‌های ثبت شده از مقبره‌های سلطنتی بالای این مکان وجود دارد، علیرغم محبوبیت این نقطه به عنوان یک محل پیک نیک و دیدگاه هنرمندان. بنابراین دلیل تمرکز گرافیتی‌ها احتمالاً ترکیبی از عوامل است: موقعیت برجسته دروازه در بالای ورودی پلکان و دیدگاه رمانتیک و تا حدی محافظت شده از دشت ماهیدشت از کاخ داریوش. در سطحی عمیق‌تر و احتمالاً ناخودآگاه، تمایل به افزودن کتیبه‌ها به مکانی که قبلاً با گرافیتی مشخص شده بود، ممکن است به افزودن مکرر نام‌ها در این مکان‌ها کمک کرده باشد. این پدیده برای انسان‌شناسان اجتماعی و برنامه‌ریزان شهری مدرن کاملاً شناخته شده است، اما جالب است که توجه داشته باشیم که نیبور نام خود را در نزدیکی نام جی. ای. فون ماندلسلو اضافه کرد، ویلیام فرانکلین (۱۷۶۳-۱۸۳۹) عمداً آن را زیر نیبور قرار داد، مک‌ایلراث (۱۸۹۷) از سبک هنری مورتون استنلی (۱۸۷۰) در سمت معادل ورودی تقلید کرد و در سال ۱۹۰۵ واگنفورت گرافیتی خود را بلافاصله زیر گرافیتی هموطنان قبلی خود، دو بروئن و آدریان دو باکر، تا حدی از روی تحسین دو بروئن و تا حدی ناشی از احساسات ملی‌گرایانه و تأسف از اینکه اینها تنها نام‌های هلندی بودند که می‌توانست پیدا کند، اضافه کرد. عکس منتشر شده خود او برای نمایش واضح‌تر این سه نام روتوش شد.

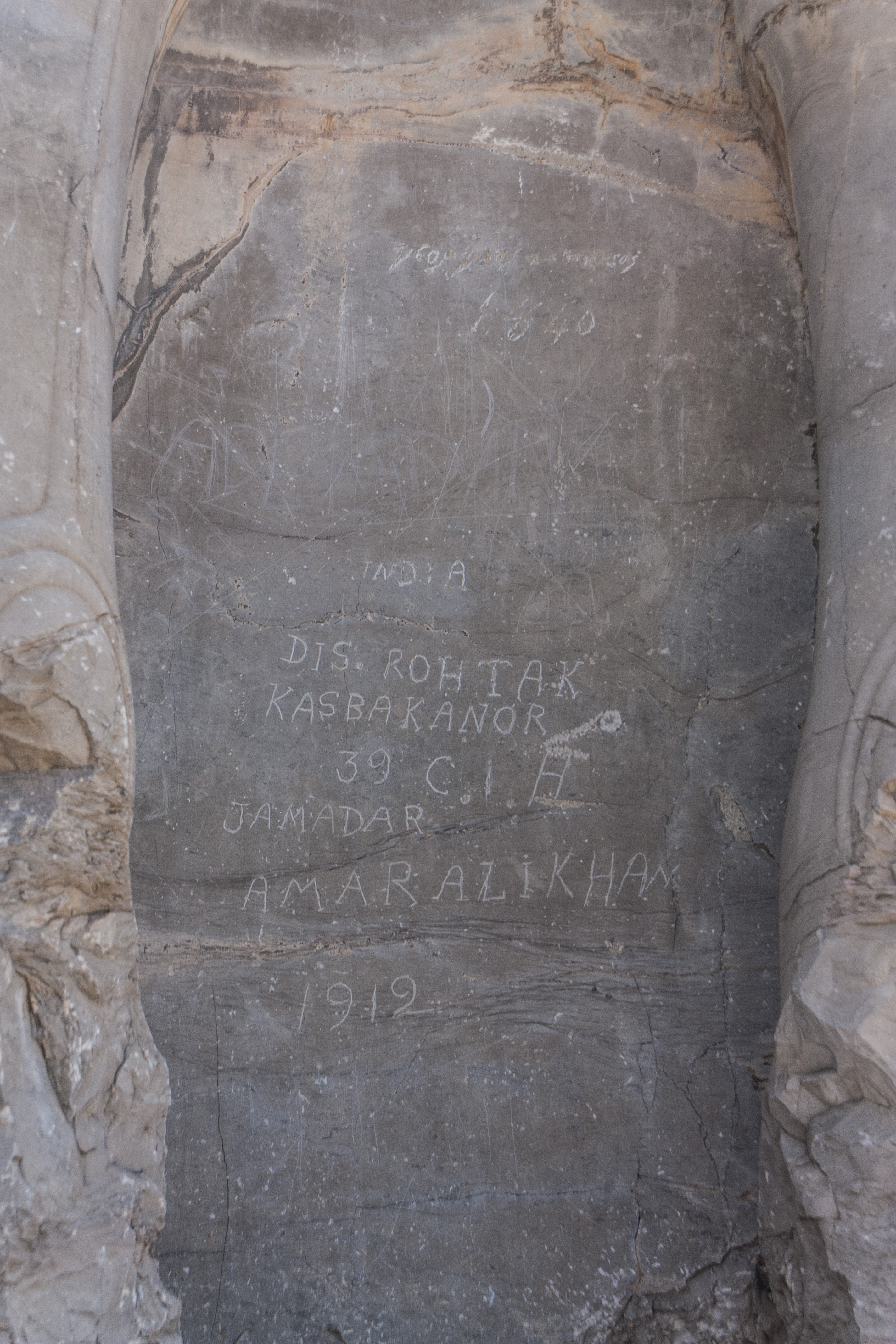
یادگار نویسی جهانگردان اروپایی بر دیوار دروازه های ملل بر تخت جمشید

بیشتر گرافیتی‌های خارجی متعلق به انگلیسی‌ها و اسکاتلندی‌ها هستند که گهگاه با همسرانشان همراه می‌شوند. همچنین چند نام هلندی، فرانسوی، آلمانی، روسی، آمریکایی و (در طول قرن بیستم) هندی، به علاوه یک نام مجارستانی (ایستوان) وجود دارد. با حذف گرافیتی‌های فارسی، عبری و ارمنی که به همان اندازه متعدد اما پراکنده‌تر هستند، در مجموع حدود ۲۲۲ نام ثبت شده است که ۱۵۸ مورد آن در طرفین دروازه ملل و ۶۴ مورد آن در قاب در و پنجره و دیوارهای کاخ داریوش، به علاوه چهار مورد تکراری در هر دو مکان، وجود دارد. در برخی موارد، نام‌های فردی تکرار می‌شوند، معمولاً در همان بنای تاریخی، که نشان‌دهنده بازدیدهای جداگانه است، اگرچه معمولاً فقط یکی (احتمالاً اولین) تاریخ‌گذاری شده است. بازدیدکنندگان استثنایی آنا آمائوری هستند که بازدیدهایی را در مه ۱۸۵۵ و ۱۸۵۶ تاریخ‌گذاری می‌کند و جی. همیلتون که تا چهار بازدید بین سال‌های ۱۸۶۴ و ۱۸۶۸ را ثبت می‌کند.

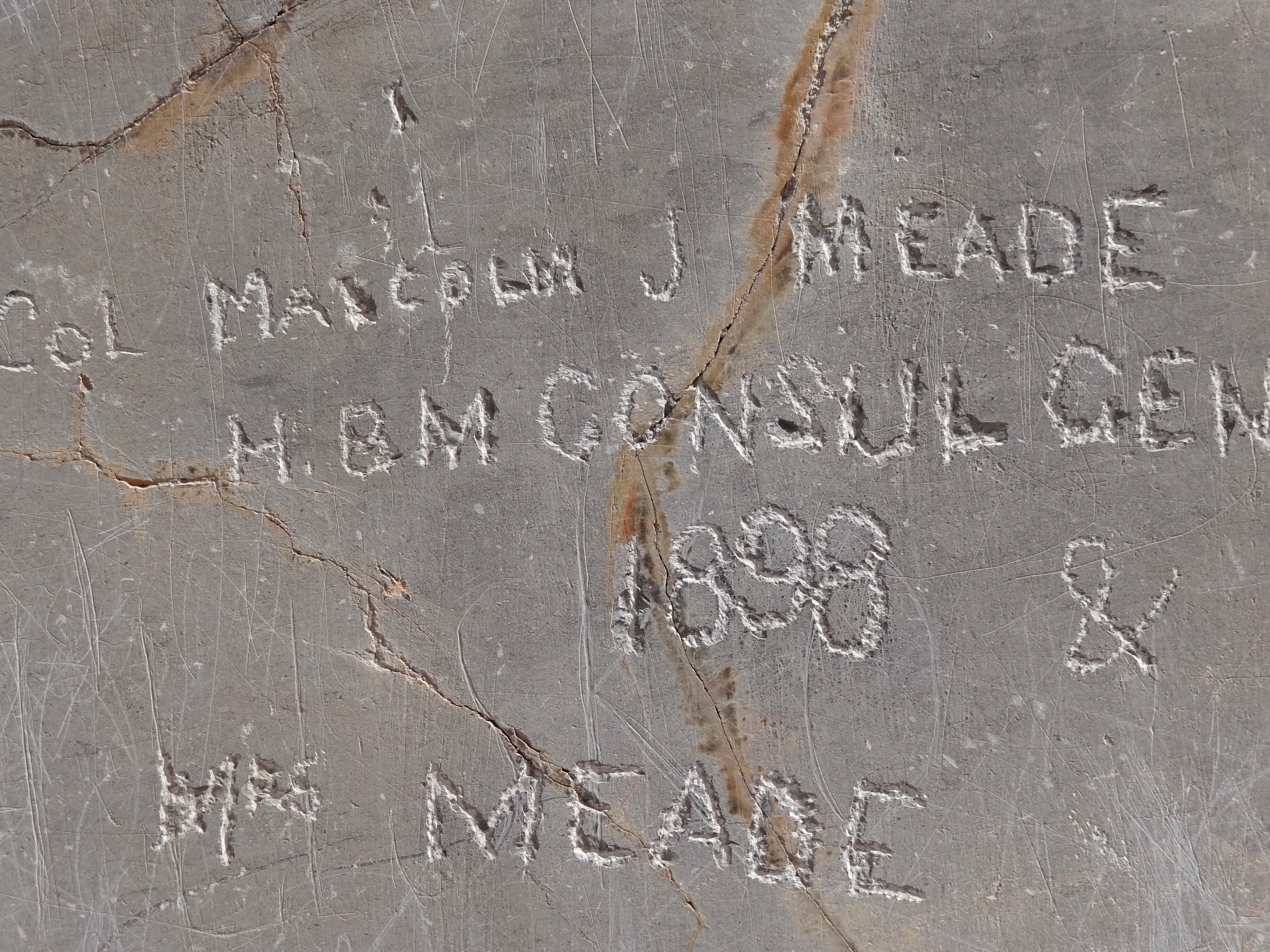
یادگاری نویسی کلنل ملکولم مید در 1898 میلادی

قدیمی‌ترین نام‌های تاریخ‌گذاری شده در قرن‌های ۱۷ و ۱۸ ظاهر می‌شوند: در سال ۱۶۳۸ (جی. ای. فون ماندلسلو)، ۱۷۰۴ (آدریان دو بکر به همراه کورنلیس دو بروئن)، ۱۷۶۵ (تاجر پارچه مقیم ای. هرکولس؛ یا. مور؛ و کاشف مشهور دانمارکی، کارستن نیبور)، ۱۷۶۷ (دبلیو. رابینز، جی. اسکیپ، جی. اسلوپ) و ۱۷۸۷ (ویلیام فرانکلین). اشاره اندرسون به گرافیتی‌های تاریخ‌گذاری شده در سال‌های ۱۷۴۶ و ۱۷۵۳ توسط نویسنده قابل تأیید نبود، اما ممکن است از آن زمان محو یا فرسوده شده باشند. این تاریخ‌ها و نام‌ها گواه تغییر منافع تجاری خارجی در ایران است. از سال ۱۶۲۳ تا ۱۷۰۸، شرکت هند شرقی هلند بر تجارت خلیج فارس تسلط داشت، عمدتاً به دلیل انحصار آنها بر تجارت ادویه خاور دور، و قابل توجه است که اولین گرافیتی بنابراین منعکس کننده بازدید یک هیئت تجاری اولیه اروپایی اعزامی توسط فردریک دوک هولشتاین است.

یادگاری نویسی استنلی نیویورک هرالد بر دیوار تخت جمشید در سال 1870 میلادی

این وضعیت در اواسط قرن هجدهم با کاهش قدرت هلند و افزایش علاقه شرکت هند شرقی بریتانیا با تأسیس اولین کارخانه و اقامتگاه خود در بوشهر در سال ۱۷۶۴ شروع به تغییر کرد. به دنبال آن توافقی برای حقوق تجاری تقریباً انحصاری صورت گرفت و توسعه منافع سیاسی شرکت با ارائه حمایت نیروی دریایی بریتانیا برای تضمین امنیت تجارت دریایی با هند تقویت شد. فرانکلین (۱۷۶۳-۱۸۳۹) در سال ۱۷۸۶/۸۷ به عنوان افسر شرکت هند شرقی از ایران بازدید کرد و حدود هشت ماه را در شیراز گذراند. او در ۱ تا ۳ سپتامبر به همراه آقای جونز، معاون ساموئل منستی در کارخانه شرکت هند شرقی در بصره، از تخت جمشید و نقش رستم بازدید کرد و شرحی از ساختمان‌ها و نقوش برجسته مختلف در این مکان‌ها منتشر کرد، اما به احترام نیبور، او «از ورود به شرح مفصل این کاخ مشهور خودداری کرد».

یادگاری نویسی ای باکر و د بروئین در سال 1704 میلادی بر دیوار تخت جمشید

افزایش چشمگیری در تعداد گرافیتی‌ها در طول قرن نوزدهم با بیشترین فعالیت در ربع اول وجود دارد، همانطور که تعداد نام‌ها در سال‌های زیر نشان می‌دهد: ۱۸۰۴ (۶ نام)، ۱۸۰۹/۱۰ (۳۹ نام)، ۱۸۲۱ (۱۰ نام) و ۱۸۲۶ (۱۵ نام). این دوره‌ای بود که دولت بریتانیا در هند نه تنها نگران بررسی جاه‌طلبی‌های شرقی ناپلئون و طرح‌های زمان شاه افغان (حکومت ۱۷۹۳-۱۸۰۰) در هند بود، بلکه با دزدی دریایی عرب در خلیج فارس نیز مقابله می‌کرد. در اواخر این دوره بود که کلادیوس ریچ در یک سفر انحرافی ویژه بین پست‌های خود به عنوان مقیم شرکت هند شرقی در بغداد و عضو شورای دولت بمبئی از این مکان بازدید کرد. گرافیتی او در دروازه ملل آخرین گرافیتی او بود، زیرا او مدت کوتاهی پس از آن در حالی که در خارج از شیراز قرنطینه شده بود، بر اثر وبا درگذشت. دکتر اندرو جوکز، یکی دیگر از بازدیدکنندگان این مکان در سال ۱۸۰۴، در همین شیوع درگذشت. این گرافیتی‌ها همچنین به عنوان یادبود غم‌انگیزی برای دو افسر جوان دیگر شرکت هند شرقی، جورج ای. مالکوم و چارلز دارنلی استوارت، که هر دو تحت فرماندهی جان مکدونالد در هیئت او به شاه خدمت می‌کردند اما با فاصله یک روز از یکدیگر در مسیر تبریز و فقط بیش از دو هفته پس از اردو زدن در تخت جمشید درگذشتند، عمل می‌کنند.

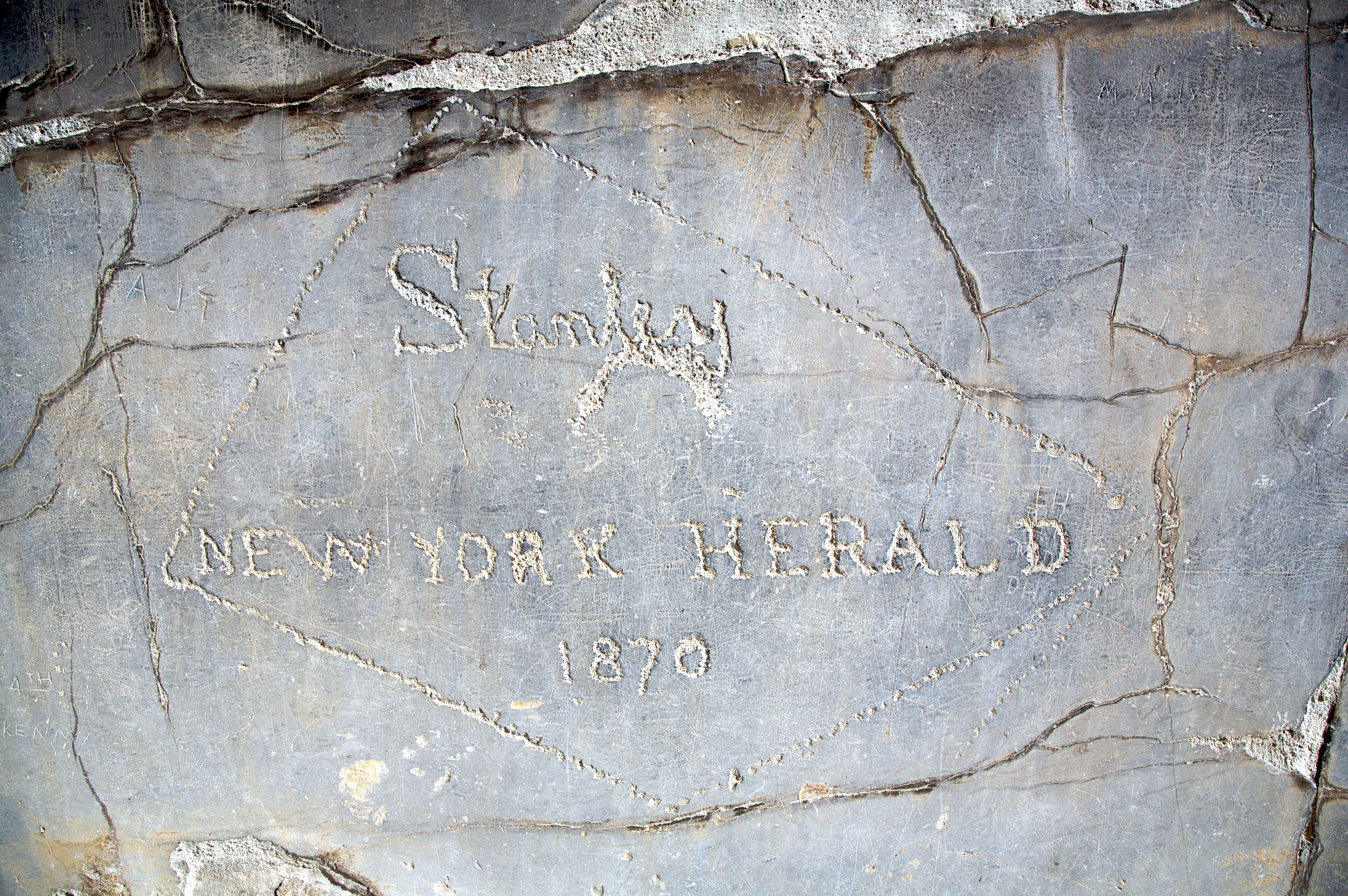
یادگاری نویسی استنلی نیویورک هرالد بر دیوار تخت جمشید در سال 1870 میلادی

بسیاری از گرافیتی‌های قرن نوزدهم متعلق به دیپلمات‌های بریتانیایی، ساکنان و فرستادگان سیاسی هستند (کاپیتان جان مالکوم، تاریخ‌گذاری شده ۱۸۰۰ و ۱۸۱۰؛ ویلیام بروس، تاریخ‌گذاری شده ۱۸۰۲ و ۱۸۱۰؛ ساموئل منستی، تاریخ‌گذاری شده ۱۸۰۴؛ سر هارفورد جونز، تاریخ‌گذاری شده ۱۸۰۹؛ کاپیتان جان مکدونالد [کینیر]، تاریخ‌گذاری شده ۱۸۱۰ و ۱۸۱۲؛ کلادیوس ریچ، تاریخ‌گذاری شده اندکی قبل از مرگش در خارج از شیراز در سال ۱۸۲۱؛ سرهنگ افرایم استانوس، حدود ۱۸۲۵/۲۶؛ سرهنگ دوم مالکوم مید، تاریخ‌گذاری شده ۱۸۹۸). همه آنها، به جز ریچ و استانوس، در سفرهای رسمی بازدید می‌کردند. این نام‌ها معمولاً با نام افسران ارتش هند دنبال می‌شوند. نام سایر دیپلمات‌های اروپایی نادر است اما شامل کنت ژوزف دو گوبینو فرانسوی (۱۸۱۶-۱۸۸۲) می‌شود که در سال ۱۸۵۴ به عنوان اولین منشی مأموریت ام. نیکلاس پروسپر بورئه (۱۸۱۱-۸۶) برای برقراری مجدد روابط سیاسی فرانسه در اوج جنگ کریمه به ایران اعزام شد. او در تهران کاردار (۱۸۵۶-۵۸) شد و بعداً برای خدمت به عنوان وزیر در ایران (۱۸۶۲-۶۳) بازگشت. گرافیتی بدون تاریخ او در دروازه ملل است.

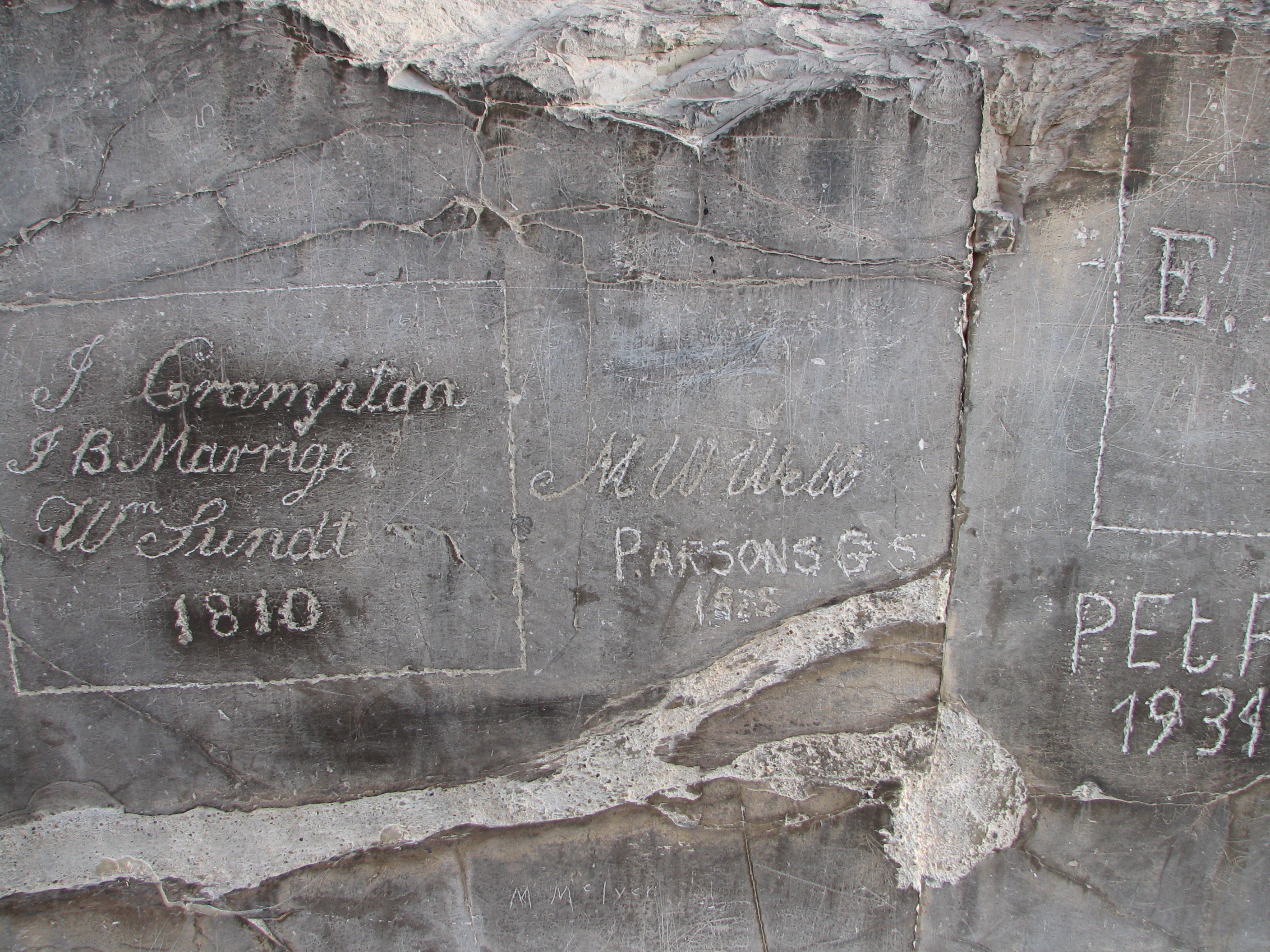
یادگاری نویسی 2 جهانگرد اروپایی بر دیوار تخت جمشید به سال های 1810 و 1825 میلادی

همچنین نام‌های تعداد محدودی از دانشمندان و دانشگاهیان مانند طبیعت‌دان فرانسوی چارلز پائولوس بلانژه در سال ۱۸۲۶؛ مورخ اسلامی کریستین فرائن (۱۸۱۸-۱۸۴۲) در سال ۱۸۴۶؛ زمین‌شناس و کاوشگر ویلیام لوفتوس (۱۸۲۰-۵۸) که در سال ۱۸۵۰ با گروه کوچکی بازدید کرد؛ خاورشناس و مسافر آسیای مرکزی آرمین وامبری (۱۸۳۲-۱۹۱۳) در سال ۱۸۶۲؛ گیاه‌شناس برجسته یوزف بورنمولر (۱۸۶۲-۱۹۴۸) که در سال ۱۸۹۳ به عنوان بخشی از اولین سفر از دو سفر طولانی به ایران بازدید کرد؛ و معمار فرانسوی ای. آندره که در سال ۱۸۹۹ به هیئت علمی در ایران وابسته بود، وجود دارد. نام‌های دیگر شامل جورج ان. کرزن (تاریخ‌گذاری شده ۱۸۸۹)، موریتس واگنفورت هلندی (تاریخ‌گذاری شده ۱۹۰۵) و روزنامه‌نگار مشهور هنری مورتون استنلی (۱۸۴۱-۱۹۰۴) است که در سال ۱۸۷۰ در مسیر آفریقای شرقی توقف کرد، جایی که با پیدا کردن دکتر لیوینگستون شهرت خود را تثبیت کرد.

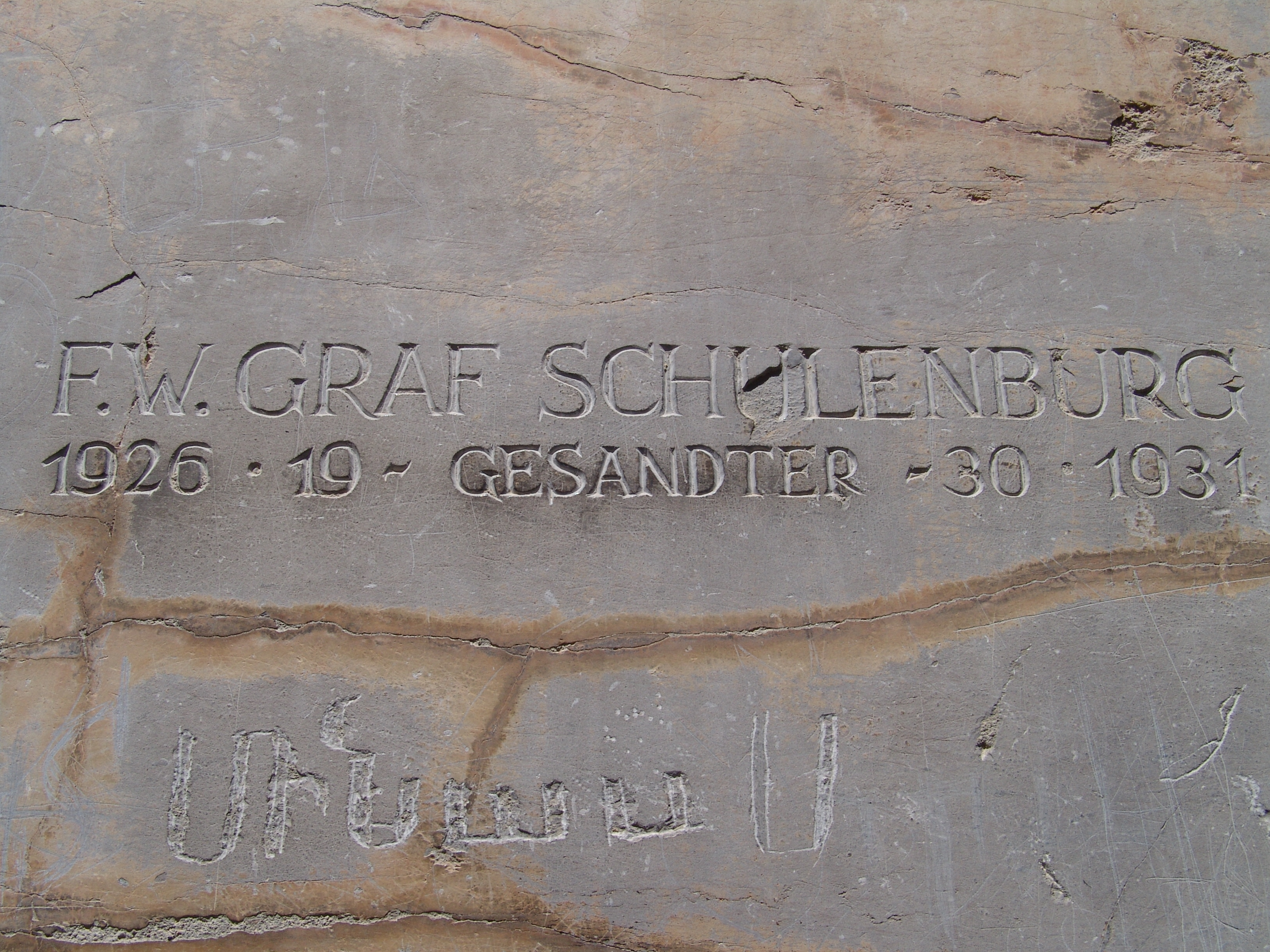
یادگاری نویسی شولنبورگ بر دیوار تخت جمشید به سال 1926

چندین نام متعلق به افرادی است که نقش مهمی در تحقیقات باستان‌شناسی اولیه در تخت جمشید ایفا کردند. در میان اولین گرافیتی‌های خارجی، گرافیتی‌های کرنلیوس دبروین (حدود ۱۶۵۲-۱۷۲۶/۲۷) وجود دارد که در هلند متولد شد اما بیشتر عمر خود را در سفر به خارج از کشور گذراند. او اولین مسافر اروپایی بود که بیش از یک روز یا بیشتر را در تخت جمشید گذراند و از نوامبر ۱۷۰۴ تا ژانویه ۱۷۰۵ در روستایی نزدیک اقامت داشت. نیبور در مورد چگونگی دیدن چندین نام اروپایی، از جمله نام دو بروئن، که با مداد قرمز در این مکان مشخص شده بود، اظهار نظر کرد. مرحله بعدی تحقیقات باستان‌شناسی که توسط گرافیتی‌ها پشتیبانی می‌شود، در اوایل و اواسط قرن نوزدهم قرار می‌گیرد. دو گرافیتی بدون تاریخ در کاخ داریوش نام سرهنگ استانوس (۱۷۸۴-۱۸۵۰) را ثبت می‌کنند که قبل از بازنشستگی به انگلستان در سال‌های ۱۸۲۴-۲۶ به عنوان مقیم شرکت هند شرقی در بوشهر خدمت می‌کرد. استانوس در سال ۱۸۲۵ به طور خلاصه در تخت جمشید کاوش کرد و اولین کسی بود که از مجسمه‌ها در این مکان قالب تهیه کرد، یعنی در امتداد پلکان شمالی آپادانا و پلکان‌های شرقی و جنوبی کاخ داریوش و در داخل یکی از درگاه‌های جنوبی به تالار صد ستون. قالب‌های حاصل بعداً به موزه بریتانیا اهدا و به طور برجسته در آنجا به نمایش گذاشته شد.

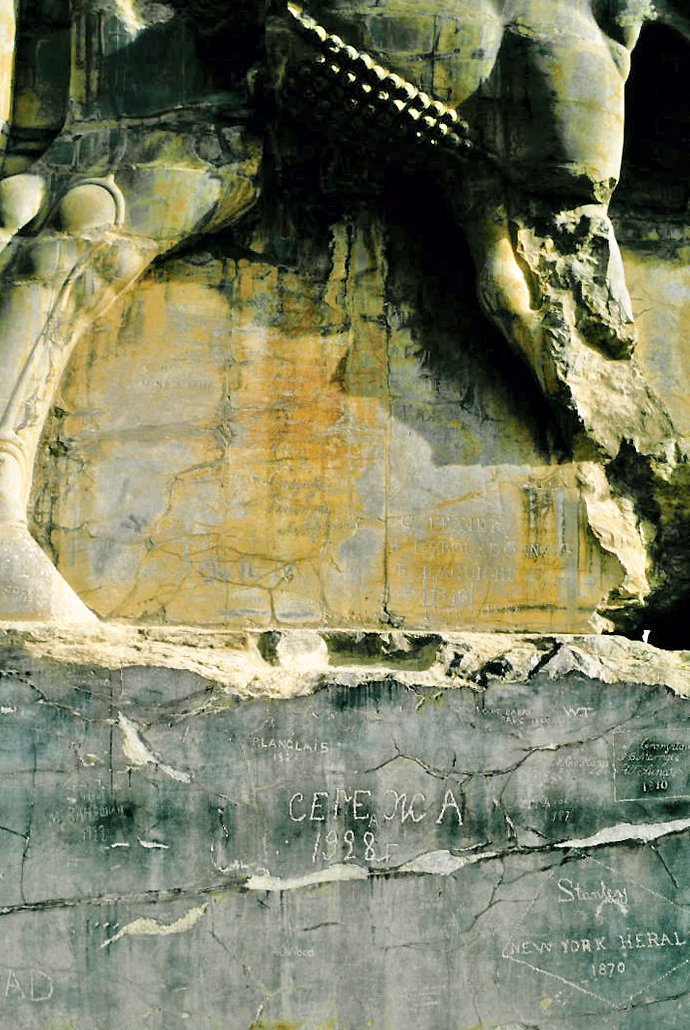
یادگاری نویسی جهانگردان اروپایی بر دیوار تخت جمشید

تقریباً بیست سال بعد، کاشف فرانسوی پیر-ویکتورین لوتین (۱۸۱۰-۱۹۰۳)، که بیشتر با نام لوتین دو لاوال شناخته می‌شود، در سال ۱۸۴۴ مدتی را در این مکان گذراند و در مجموع ۳۱ مجسمه و کتیبه را در تخت جمشید قالب‌گیری کرد که او آنها را قبل از سفر طولانی به خانه، پوشیده از روغن کنجد یا چربی گوسفند توصیف می‌کند. او نام خود را به طور برجسته در دروازه ملل اضافه کرد. کیفیت قالب‌های او پایین‌تر از قالب‌های استانوس یا سفر بعدی ولد است، اما جالب است، زیرا او تکنیک جدیدی برای ساخت قالب با استفاده از ماده‌ای مصنوعی که آن را «لوتینوپلاستیک» نامید و در کتاب خود با عنوان «راهنمای کامل لوتینوپلاستیک» (برنای، ۱۸۵۷) شرح داد، ابداع کرد.

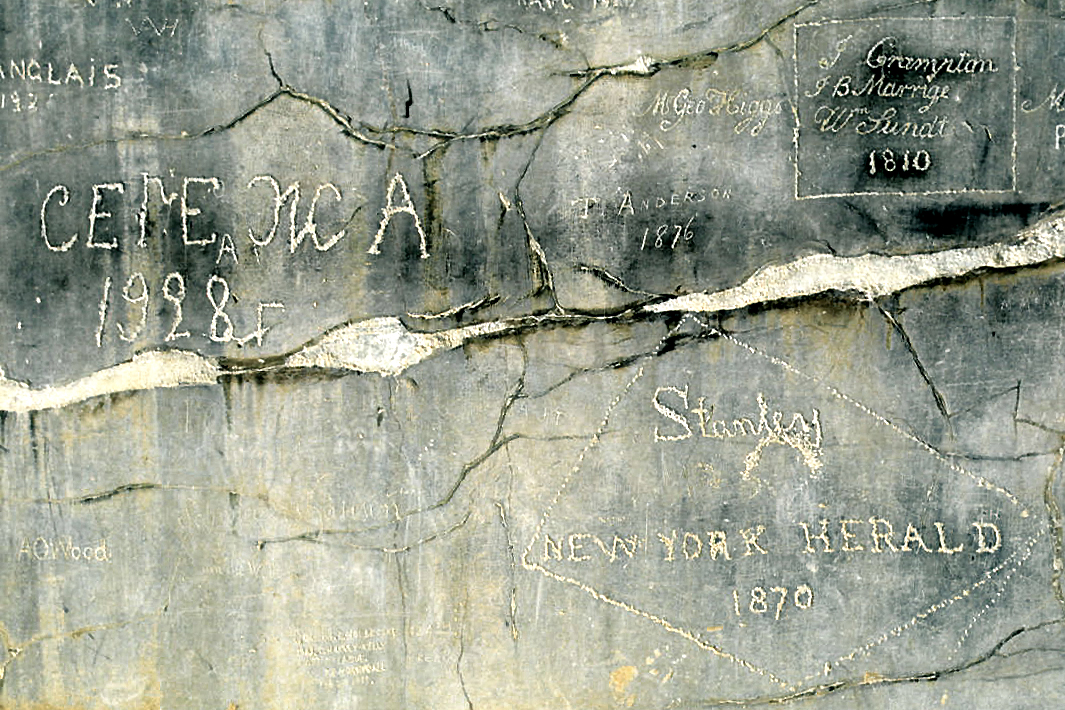
یادگاری نویسی سِرِما بر دیوار تخت جمشید به سال 1928 میلادی

مرحله مهم دیگر اما کمتر تحقیق شده در انتشار اولیه تصاویر تخت جمشید، با حضور نام دو عکاس مقیم اولیه، که هر کدام از ویرانه‌ها عکس گرفتند، ثبت شده است: سرهنگ ناپلی لوییجی پشه (تاریخ‌گذاری شده ۱۸۵۸) و دکتر جی. ای. پولاک (احتمالاً در دهه ۱۸۵۰). بعدها، عکاس آنتوان سوریوگین (درگذشته ۱۹۳۳) گرافیتی خود را در سال ۱۹۲۰ بر روی دروازه ملل به جا گذاشت. سوروگین عکاس برجسته ایران در اواخر قرن نوزدهم بود که از دهه ۱۸۷۰ به بعد یک استودیوی تجاری در تهران اداره می‌کرد و عکس‌های او از دربار قاجار، زندگی روزمره و مناظر از اولین و مهم‌ترین عکس‌ها در تاریخ ایران است. سوروگین نام خود را به چند شکل مختلف، یا به شکل فرانسوی‌تر (همانطور که در گرافیتی او آمده است: «سوروگین») یا به شکل نزدیک‌تر به ریشه‌های ارمنی خود (بنابراین سرونیان یا سگرویویان) می‌نوشت. او توسط خاورشناس آلمانی فریدریش ساره (۱۸۶۵-۱۹۴۵) مأمور شد تا از ویرانه‌های تخت جمشید عکس بگیرد و عکس‌های او توسط ساره و هرتسفلد در کتابشان با عنوان "نقوش برجسته سنگی ایران" (برلین، ۱۹۱۰) استفاده شد.

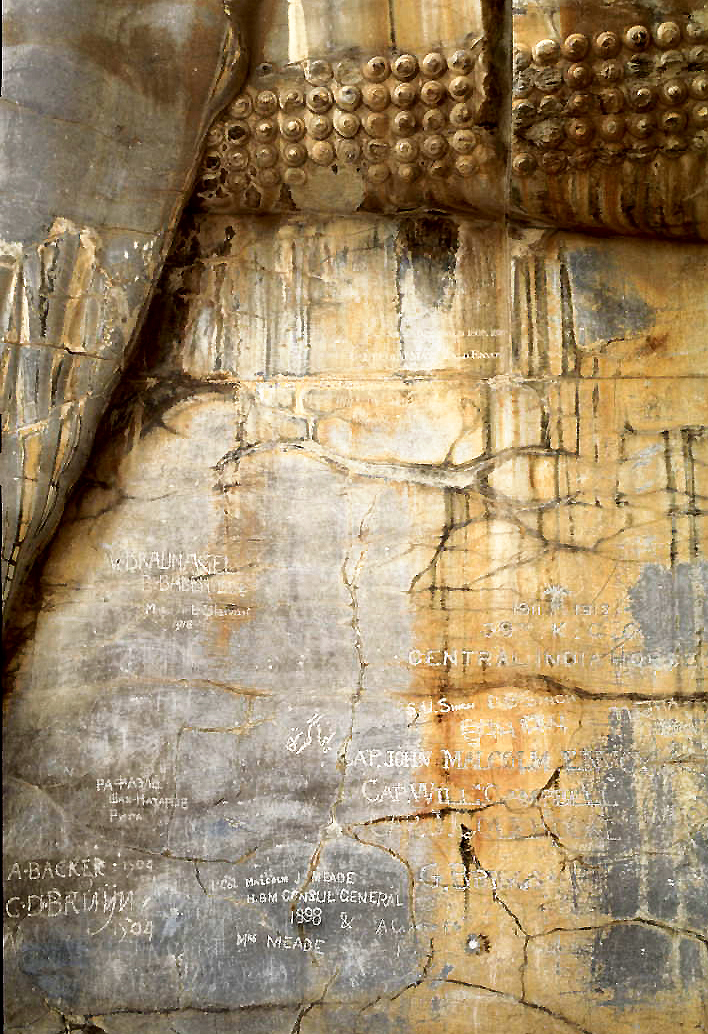
یادگاری نویسی جهانگردان اروپایی بر دیوار تخت جمشید

ظهور نام‌های روسی در تخت جمشید در اواخر قرن نوزدهم، رشد منافع تجاری و دانشگاهی روسیه در ایران از سال ۱۸۸۰ به بعد را برجسته می‌کند (کنت آندور سچنیا، ۱۸۹۲؛ آ. سلطانوف، ۱۹۰۰؛ کاپیتان پی. ای. بارتولد، ۱۹۱۹؛ باتمانوف، ۱۹۲۳؛ ملینیتسکی سمن، ۱۹۲۵؛ الکساندر روماسکویچ، بدون تاریخ). سایر گرافیتی‌های اواخر قرن نوزدهم شامل یکی از اعضای شرکت تلگراف هند و اروپا (بعداً ایرانی) [IETC] (تی. اس. اندرسون، ۱۸۷۶) و جان فریزر دوچرخه‌سوار انگلیسی است که از همین تیرهای تلگراف به عنوان وسیله‌ای برای ناوبری در سفر دوچرخه‌سواری خود به دور دنیا با الهام از ژول ورن استفاده می‌کرد. گرافیتی خود او با شعار "دوچرخه‌سواری دور دنیا" در سال ۱۸۹۷ تاریخ‌گذاری شده است و اضافه شدن آن در واقع در شرح خودزندگینامه‌ای منتشر شده نویسنده از سفرش ذکر شده است:
[این] ویرانه‌ها شگفت‌انگیز بودند. آنها باشکوه بودند. آنها گیج‌کننده بودند. سکوی عظیمی ساخته شده از بلوک‌های سنگی عظیم وجود داشت که جمشید فقط می‌داند چگونه ثابت شده‌اند. گاوهای نر باشکوهی وجود داشتند که یکی از آنها وضعیت بسیار بدی داشت... همه چیز باشکوه و متروک است و هیچ پادشاه شبح‌وار با چهره‌ای غمگین، عمل وحشیانه ما را هنگام نوشتن نام‌هایمان بر روی لوح‌های مرمر مختل نکرد.
پس از آن، جریان ثابتی از گرافیتی‌های تاریخ‌گذاری شده تا پایان جنگ جهانی اول ادامه داشت و ۱۵ نام اضافی از سال‌های ۱۹۱۸-۱۹۲۰ ثبت شد. نام‌های این دوره شامل سربازان هندی ارتش بریتانیا است که برخی از آنها به عنوان متعلق به اسب سوار ۳۹ شاه جورج متعلق به هند مرکزی (آمارالیخان، بالیگان، دالال، مارکر، ملا، ناتیمان، پاتل، رستم، سینگ) شناسایی شده‌اند.
آخرین گرافیتی خارجی تاریخ‌گذاری شده مربوط به سال ۱۹۶۲ است و کاهش گرافیتی‌های خارجی از دهه ۱۹۲۰ به بعد باید منعکس کننده تغییر حساسیت‌ها و نگرش‌های بازدیدکنندگان اروپایی از این مکان باشد. علاوه بر این، حذف دیوارهای خشتی فروریخته و سایر رسوبات در طول کاوش‌ها در دهه ۱۹۳۰، این مکان را از یک محل پیک نیک رمانتیک به یک پارک باستان‌شناسی تبدیل کرد. تنوع زیاد سبک‌ها، به ویژه در طول قرن‌ها، بسیار چشمگیر است. برخی شبیه گرافیتی‌های معمولی مدرن هستند، در حالی که برخی دیگر به صورت عمیق در یک خط یادمانی حک شده‌اند و در موقعیت‌های حداکثر دید قرار گرفته‌اند و ظاهراً به عنوان یادبودهایی طراحی شده‌اند که با جاه‌طلبی حامی و عظمت مکان مطابقت داشته باشند. در حالی که برخی به طور عمیق حک شده‌اند، به عنوان مثال گرافیتی اسب سوار هند مرکزی (در سال‌های ۱۹۱۱-۱۲) یا فریدریش ورنر گراف فون در شولنبورگ (۱۸۷۵-۱۹۴۴)، برخی دیگر با دقت کمتری حک شده یا بسیار سبک خراشیده شده‌اند و برخی دیگر کنده شده‌اند.
نحوه اضافه شدن برخی از نام‌ها در این دسته آخر شباهت زیادی به نیمرخ‌های خام حیوانات دارد که در دروازه ملل و پاسارگاد و سایر بناهای تاریخی منطقه نیز یافت می‌شوند. علاوه بر این، در برخی موارد ممکن است سؤال شود که چه کسی واقعاً نام‌های مورد نظر را حک کرده است، زیرا اشتباهات املایی در نام‌ها (به عنوان مثال، آمارالیخان [حدود ۱۹۱۲]، دبلیو. کولبروک [۱۸۱۰]، جی. کورمیک [۱۸۱۰]، ال. فاگرگرن [۱۸۶۲؟]) نشان می‌دهد که اینها ممکن است تحت دستورالعمل‌ها، شاید توسط سربازان، خدمتکاران یا افراد محلی مشتاق به تحت تأثیر قرار دادن یا کسب مقداری پول حک شده باشند. برای کسانی که به طور موقت استخدام شده‌اند، ممکن است سوءتفاهم‌هایی در مورد هدف چنین کتیبه‌هایی وجود داشته باشد. جیمز سیلک باکینگهام شرح می‌دهد که چگونه، در بازدید خود از غار ساسانی در طاق بستان، میزبانش قادر به شناسایی حروف کتیبه‌های خارجی بود اما قادر به خواندن آنها نبود و اعتقاد داشت که اشاره به "زنده باد ناپلئون" یک دعای الهی است، در حالی که پیروانش معتقد بودند که نام‌ها دلیلی بر این است که این مکان برای بازدیدکنندگان اروپایی ارزش مذهبی داشته است.
علاوه بر این، برخی از مسافران ممکن است به سادگی نام خود را با رنگدانه رنگی اضافه کرده باشند: نیبور اظهار نظر می‌کند که نام دو بروئن را که با مداد قرمز مشخص شده بود، دیده است، که با توجه به دقت معمول او در مشاهده، نشان می‌دهد که یا گرافیتی دومی وجود داشته است - شاید در کاخ داریوش - که دیگر قابل مشاهده نیست، یا دو بروئن برای اینکه آن را بیشتر قابل مشاهده کند، کتیبه حک شده خود را با مداد قرمز برجسته کرده است. علاوه بر این، موریه اظهار نظر می‌کند که «نام نیبور با گچ قرمز نوشته شده است و به نظر می‌رسد همین دیروز انجام شده است». در هر صورت، این مشاهدات تأکید می‌کنند که چگونه گرافیتی‌ها در رسانه‌های مختلف اضافه شده‌اند و برخی ممکن است به دلیل فرسایش یا اضافه شدن گرافیتی‌های بعدی دیگر قابل مشاهده نباشند.
میزان و سرعت فرسایش نماها و از دست دادن رنگدانه روی مجسمه‌ها موضوعی است که نیازمند توجه مداوم، نظارت طولانی‌مدت و مقایسه دقیق مجسمه‌های در معرض دید با قطعات جدا شده است. عکس‌ها و قالب‌ها یک جدول زمانی ارائه می‌دهند. با این حال، تأثیر تجمعی گرافیتی‌های اضافی به طور مؤثر با اضافه کردن نام خود توسط ام. واگنفورت در سال ۱۹۰۵ نشان داده می‌شود که تقریباً به طور کامل گرافیتی‌های قبلی به جا مانده توسط هلست و تویدی را محو کرد. این فرآیند در واقع توسط خود واگنفورت (۱۹۲۶) به عنوان کاری نسبتاً دشوار توصیف شده است، با توجه به سختی سنگ و به دلیل مجبور شدن به زانو زدن بر روی پشت یک کشتی‌گیر حرفه‌ای ایرانی در حین انجام آن - روندی که نیاز به چندین استراحت داشت. این اعتراف به ویژه از این جهت طعنه‌آمیز است که گرافیتی واگنفورت به طور قابل توجهی کم عمق‌تر از گرافیتی‌های پیشینیان هلندی او، دو بروئن و دو بکر، است که او از آنها تقلید می‌کرد.
در نهایت، می‌توان اشاره کرد که اضافه کردن ساده یک نام، در کل، به نظر می‌رسد یک تحول نسبتاً دیرینه باشد، در حالی که بیشتر بازدیدکنندگان اولیه اطمینان حاصل می‌کردند که تاریخ ثبت شود. این نشان دهنده یک تغییر ظریف در روند از وضعیتی است که مسافران خود را در آنچه که آنها به عنوان یک منظره بیگانه درک می‌کردند، جای می‌دادند به وضعیتی که دو بنای اصلی از قبل به شدت علامت‌گذاری شده بودند که مهم‌ترین عمل اضافه کردن یک نام بود.